# Pseudotephraea
Pseudotephraea is een geslacht van kevers uit de familie bladsprietkevers (Scarabaeidae). Het geslacht werd voor het eerst wetenschappelijk beschreven in 1882 door Kraatz.

## Soorten
- Pseudotephraea ancilla (Harold, 1879)
- Pseudotephraea cinereus Bourgoin, 1921